# When We Were Young (canção de Adele)
"When We Were Young" é uma canção da artista musical inglesa Adele, contida em seu terceiro álbum de estúdio, 25 (2015). Foi composta pela própria em conjunto com Tobias Jesso, Jr., e produzida por Ariel Rechtshaid. A sua gravação ocorreu em 2015 nos Dean Street Studios em Londres. 
A faixa foi enviada para rádios mainstream italianas em 22 de janeiro de 2016 através da XL Recordings, servindo como o segundo single do produto, sendo lançada digitalmente mundialmente em 5 de fevereiro do mesmo ano. Adele promoveu a música com performances ao vivo no especial Adele at the BBC, no Saturday Night Live e no especial Adele Live in New York City.

## Antecedentes e lançamento
No meio do processo de escrita de 25, Adele lutou com o bloqueio de escritor a se sentir confiante sobre o material que ela tinha. Seu empresário também não tinha certeza sobre isso e pediu a Rick Rubin, que produziu muitas músicas em seu segundo álbum de estúdio 21, que desse sua opinião sobre o material. Rubin alegou que ele não acreditava nas músicas que ela tinha e ela admitiu que sentiu que o material estava um pouco apressado. Portanto, no início de 2015, Adele voou para Los Angeles para trabalhar com diferentes compositores e produtores por dois meses, e mais tarde ela expressou interesse em trabalhar com o músico canadense Tobias Jesso Jr., depois de descobri-lo ao ouvir sua música "Hollywood". Mais tarde, ela twittou um link para o vídeo de Jesso para o single "How Could You Babe". Depois que seus gerentes falaram sobre a colaboração, eles se encontraram e passaram quase três dias conversando e escrevendo. Eles acabaram escrevendo duas músicas, "When We Were Young" e "Lay Me Down", com a primeira sendo escrita em uma casa em Los Angeles, em Brentwood, no piano de Philip Glass que Tobias herdou. Eles começaram a música do zero, já que Jesso "tocava acordes enquanto Adele improvisava melodias e letras". Como Jesso relatou: "Não havia estúdio, apenas um piano e nós, e escrevemos muito. Quero dizer muito.
Mais tarde, o produtor musical americano Ariel Rechtshaid, que anteriormente trabalhou com Jesso, ouviu rumores de que Adele e Jesso queriam trabalhar com ele, e ele voou para Londres, onde produziu duas músicas para ela. Rechtshaid afirmou que Adele disse a ele que amava a faixa, mas que ela tinha muitas baladas no disco e pediu que ele fizesse o que quisesse com essa informação. Mais tarde, ele voltou a Los Angeles, onde começou a "desbravar uma trilha rítmica", ao lembrar: "Foi difícil - com uma balada de piano, é difícil montar uma faixa de ritmo que não seja excessiva". Rechtshaid acrescentou que "a música tem uma antiga vibração de alma, mas eu queria mantê-la um pouco mais moderna. A música parece um monte de vinhetas diferentes, refletindo em diferentes momentos da sua vida e pessoas diferentes, então todos esses instrumentos - baixo, bateria, piano - pareciam outros personagens". De acordo com o produtor, Adele se sentia emocionalmente conectada à música.
Em 16 de novembro de 2015, uma prévia de "When We Were Young" foi exibida pelo programa de TV australiano 60 Minutes. Um dia depois, um vídeo da performance da música no The Church Studios, em Londres, foi carregado em seu canal no YouTube. Em 26 de novembro de 2015, Billboard escreveu um artigo perguntando o que seria o próximo single de 25, indicando que poderia ser "When We Were Young" ou "Send My Love (To Your New Lover)". Em 12 de dezembro de 2015, a Billboard confirmou "When We Were Young" como o segundo single do álbum, através de uma fonte da Columbia Records. Foi lançado no início de estações de rádio italianas em 22 de janeiro de 2016 e lançado oficialmente em todo o mundo em 5 de fevereiro de 2016. Junto com o lançamento digital e streaming, a arte da capa do single foi revelada, apresentando "uma imagem de retrocesso do seu eu mais jovem".

## Faixas e formatos
| Download digital |                      |         |  |
| N.º              | Título               | Duração |  |
| 1.               | "When We Were Young" | 4:50    |  |

## Performances e covers
A primeira apresentação ao vivo da faixa foi filmada em The Church Studios em Londres e carregada em sua conta VEVO em 17 de novembro de 2015. Adele cantou a música ao vivo no Adele at the BBC, que foi gravada no The London Studios em 2 de novembro de 2015 e transmitido na BBC One em 20 de novembro de 2015. Ela cantou a música no Saturday Night Live em 21 de novembro de 2015. Adele também tocou a música no Adele Live in New York City, que foi gravada em um show de uma noite no Radio City Music Hall em 17 de novembro de 2015 e transmitido pela NBC em 14 de dezembro de 2015. Adele cantou "When We Were Young" como a canção de encerramento do Brit Awards 2016 em Londres. Adele incluiu a música em seu set do Glastonbury Festival 2016 para mais de 150.000 pessoas. "When We Were Young" também foi adicionado ao set-list de sua turnê Adele Live 2016.
A cantora americana Demi Lovato cobriu "When We Were Young" no Future Now Tour em 2 de setembro de 2016. Daniel Kreps da Rolling Stone escreveu que "Lovato fez uma apresentação fiel e um pouco acelerada no single de 25, que Lovato o usou como outro meio para mostrar seus poderosos vocais". O ator Luke Evans cantou uma pequena parte de "When We Were Young", no The Jonathan Ross Show, dizendo que era sua nova música favorita.
Em 2016, o artista português Fernando Daniel participou no The Voice Portugal 2016 na qual saiu vencedor, a prova cega foi a mais visualizada de todos os The Voice (talent show) e considerada a melhor performance desse mesmo ano com a musica "When We Were Young" e elevando por completo o formato The Voice Portugal a novos horizontes.Um fenómeno que de tal maneira na noite da grande final do The Voice Portugal 2016 colocou o programa no segundo lugar do Top trends do Twitter mundialmente. Neste momento a prova cega conta com mais de 80 milhões de views no YouTube.

## Desempenho nas tabelas musicais

### Posições
| Tabela musical (2015–16)                               | Melhor posição |
| ------------------------------------------------------ | -------------- |
| Alemanha (Media Control Charts)                        | 29             |
| África do Sul (Entertainment Monitoring Africa)        | 8              |
| Austrália (ARIA Charts)                                | 13             |
| Áustria (Ö3 Austria Top 40)                            | 11             |
| Bélgica (Ultratop 50 de Flandres)                      | 6              |
| Bélgica (Ultratop 40 da Valônia)                       | 22             |
| Canadá (Canadian Hot 100)                              | 9              |
| Dinamarca (Tracklisten)                                | 31             |
| Escócia (The Official Charts Company)                  | 3              |
| Eslováquia (IFPI Slovenská Republika)                  | 16             |
| Espanha (Productores de Música de España)              | 12             |
| Estados Unidos (Billboard Hot 100)                     | 14             |
| Estados Unidos (Pop Songs)                             | 13             |
| Estados Unidos (Adult Pop Songs)                       | 3              |
| Estados Unidos (Hot Adult Contemporary Tracks)         | 6              |
| Estados Unidos (Hot Dance Club Songs)                  | 1              |
| Estados Unidos (Rock Airplay)                          | 46             |
| Finlândia (IFPI Finlândia)                             | 3              |
| França (Syndicat National de l'Édition Phonographique) | 15             |
| Hungria (Magyar Hanglemezkiadók Szövetsége)            | 11             |
| Irlanda (Irish Recorded Music Association)             | 12             |
| México (Mexico Airplay)                                | 40             |
| Noruega (VG-lista)                                     | 26             |
| Nova Zelândia (NZ Top 40 Singles)                      | 23             |
| Países Baixos (MegaCharts)                             | 24             |
| Polônia (Związek Producentów Audio Video)              | 16             |
| Portugal (Portugal Digital Songs)                      | 5              |
| Reino Unido (UK Indie Singles Chart)                   | 1              |
| Reino Unido (UK Singles Chart)                         | 9              |
| Suécia (Sverigetopplistan)                             | 16             |
| Suíça (Schweizer Hitparade)                            | 5              |
| União Europeia (Euro Digital Songs)                    | 7              |

### Certificações
| País (Empresa)        | Certificação |
| --------------------- | ------------ |
| Canadá (Music Canada) | Platina      |
| Nova Zelândia (RMNZ)  | Ouro         |
| Reino Unido (BPI)     | Prata        |

## Créditos
Todo o processo de elaboração de "When We Were Young" atribui os seguintes créditos:

### Gravação e publicação
- Gravada em 2015 nos Dean Street Studios (Londres)
- Mixada nos Capitol Studios (Los Angeles, Califórnia) e Electric Lady Studios (Nova Iorque)
- Masterizada nos Sterling Sound (Nova Iorque)
- Publicada pela Universal Music Publishing Ltd. (BMI) e pela Songs of Universal, Inc.

### Produção
- Adele Adkins: composição, vocalista principal
- Tobias Jesso, Jr: composição, piano, vocalista de apoio
- Ariel Rechtshaid: produção, programação, órgão, glockenspiel, sintetizadores, vocalista de apoio
- Benji Lysaght: guitarra
- Joey Waronker: bateria
- Nico Muhly: piano e harmônio preparados
- Gus Seyffert: baixo
- Rogger Manning, Jr: órgão ótico, órgão B3
- Tom Elmhirst: mixagem
- Joe Visicano: assistência de mixagem
- Tom Coyne: masterização

## Histórico de lançamento
| País   | Data                   | Formato           | Gravadora |
| ------ | ---------------------- | ----------------- | --------- |
| Itália | 22 de janeiro de 2016  | Rádios mainstream | XL        |
| Mundo  | 5 de fevereiro de 2016 | Download digital  | XL        |